# 제13회 서울국제대안영상예술페스티벌
제13회 서울국제대안영상예술페스티벌은 2013년 10월 16일에 열린 시상식이다.

## 수상 및 후보

### 최고구애상
- 후쿠시마의 목소리 - 더 오톨리스 그룹 수상

### 대안영화상
- 사진측량 - 변재규 수상

### 글로컬 대안영화상
- 상 - 오민욱 수상

### 아이공상
- 사물의 숨겨진 원리 - 조민석 수상

### 가상의정치
- 나를 위한 노래 - 박준석
- 리나 - 이제희
- 치니네르힌베?-당신의 이름은 무엇입니까? - 리금홍
- 리스크-노이즈 - 페르난도 비소키스
- 위 갓 모어 - 시리악 해리스
- 강과 나의 아버지 - 리 뤄
- 사각 틀 안의 움직임 - 장-폴 켈리
- 시야 - 터자 장 컷핸드
- 밑줄_서브귀이욘 - 호르헤 로자노
- 세 번째 버전의 상상 - 벤자민 티벤
- 그림자 인형 - 츄이 이
- 당신은 여기에 있어 - 레슬리 서프넷

### 얼터너티브 장르
- 더 이상 없다 : 혁명에 대한 이야기 - 매튜 반다이크
- I Can. You Can. - 마르코 쉬펠바인
- 선과 악의 경계 사이 - 입 육유
- 자연에 대한 그리움 - 위고 아르시에르
- 정체불명의 후원자 - 안드레아스 칭얼레 외 1명
- 겨울 아침에 빠져들다 - 알렉산더 위테커
- 세멜레 - 프로젝트 커뮤니티 찌찌뽕
- 플레이 더 체스보드 - 전유진
- QnA 릴레이 - 이지선
- 페인트 월 - 송민지 외 7명
- 효창공원앞 역 - 백정기
- 댐 - 김선하

### 시네마 랑가주
- 로스앤젤레스 자화상 - 톰 앤더슨
- 먼지 - 하르트무트 비톰스키
- 태양 없이 - 크리스 마르케
- ' 차정희 ', 그 수수께끼를 찾아서 - 데안 보샤이 리엠
- 포토그래픽 메모리 - 로스 맥켈위

### 말.분리.표류의 가능성
- 크리스털 게이징 - 로라 멀비 외 1명
- 스핑크스의 수수께끼 - 로라 멀비 외 1명
- 아마존의 여왕 펜테실레이아 - 로라 멀비 외 1명

### 글로컬 구애전 X
- 달이 기울면 - 정소영
- 인공 정원 - 입 육유
- 텅 - 문소현
- 텡그리 - 알리시 텔렌구트
- 당신이 버린 개에 관한 이야기 - 김혜정 외 1명
- 리슨 - 몬티스 맥콜럼
- 이빨, 다리, 깃발, 폭탄 - 백종관
- 패밀리 - 정욱
- 강철 전쟁 - 바수데브 마하파트라
- 밤그림자 - 이선정
- 브레이크 - 알렉시스 미첼
- 스트레인지 원더풀 - 스테파니 스와트
- SOS - 박승진
- 나우 MMX - 윌리엄 라반
- 트레스패스 - 파울 베닝거
- 네 가지 변주: 재닛 리의 경우 - 예룬 오페르만
- 애프터 I 이미지 - 그레이슨 쿡
- 의자들 - 김예빈
- 충심, 소소 - 김정인
- 32.5공수, 건설노동자의 날품 - 유최늘샘
- 카를로의 시선 - 로절린드 나샤쉬비
- 화이트 캐롤라인, 블랙 캐롤라인 - 헤더 프리먼
- 나무의 시간 - 정다희
- 시 - 윤이나
- 신의 목소리 - 베른트 뤼첼러
- 인사이트 - 세바스찬 디아즈 모라레스
- 떠도는 삶 - 칠레 망명자들의 기록 - 다니엘라 비힐 외 1명
- 로랑씨의 행복 찾기 - 로랑 아세
- 옥탑방열기 - 노은지 외 1명
- 프리즈마 - 임철민

### 장편 신작전
- 불의 절벽 2_서울 - 임민욱
- 서울역 - 배윤호
- 다큐멘터리 노스탤지어 - 정연두
- 그들의 쉐라톤 - 김세진
- 접촉불량 - 김해민
- 당신 곁을 맴돕니다 - 김두진
- 예술과 해부학에 관한 연구 - 김용호
- 작가가 되기 위한 신체적 조건, 둘째-모든 상황을 즐겨라 - 장지아
- 북가좌엘레지 - 홍현숙
- Bridge to the Sky City - 심철웅
- Letters to Permanent Address - 심철웅
- 그녀의 이름은 베트남 - 트린 T. 민하
- 노래하는 여자 노래하지 않는 여자 - 아녜스 바르다
- 레드 마리아 - 경순
- 역사 수업 - 바바라 해머
- 왕자가 된 소녀들 - 김혜정
- 플랫은 아름다워 - 새디 베닝
- 사랑하는 소녀 - 김종관
- 리튼 온 더 바디 - 원
- 이상,한가역반응 - 최진성
- 나와 인형놀이 - 김경묵 외 2명
- 모던한 쥐선생과의 대화 - 김숙현
- 조금 불편한 그다지 불행하지 않은 0.43 - 임덕윤
- 중산층 가정의 대재앙 - 윤성호

### 20주년 특별전: 2000-2020 한국 대안영상예술 어디까지 왔나
- 일상의 유토피아 - 쑨쉰
- 마술사의 거짓말 - 쑨쉰
- 문자 전투 - 쑨쉰
- 거짓말 - 쑨쉰
- 시대의 충격 - 쑨쉰
- 뮈토스 - 쑨쉰
- 레퀴엠 - 쑨쉰
- 신중국 - 쑨쉰
- 영웅부재 - 쑨쉰
- 인민공화동물원 - 쑨쉰
- 21그램 - 쑨쉰
- 광대의 혁명 - 쑨쉰
- 주의를 넘어서 - 쑨쉰
- 혁명을 통해서도 미해결된 몇 가지 것들 - 쑨쉰
- 흑색단어 - 쑨쉰
- 기억 - 전승일
- 사랑해요 - 전승일
- 내가 만난 90년대 - 전승일
- 팬옵티콘 코리아 - 전승일
- 오월상생 - 전승일
- 전쟁놀이 - 전승일
- 내일 인간 - 전승일
- 연필 이야기 2 - 전승일
- 순환 - 전승일
- 미메시스 TV - 에피소드 1 - 전승일
- 하늘 나무 - 전승일
- 콜드 블러드 - 전승일
- 예산족 애니메이션 프로젝트 - 전승일